# مارغريت هيندري
مارغريت هيندري (بالإنجليزية: Margaret Hendrie)‏ (و. 1924 – 1990 م) هي شاعرة، وكاتِبة من ناورو، ولدت في ناورو، توفيت في ناورو، عن عمر يناهز 66 عاماً.

## روابط خارجية
- مارغريت هيندري على موقع ميوزك برينز (الإنجليزية)